# Acanthoraculus milagro
Acanthoraculus milagro är en insektsart som beskrevs av Braun och G.K. Morris 2009. Acanthoraculus milagro ingår i släktet Acanthoraculus och familjen vårtbitare. Inga underarter finns listade i Catalogue of Life.